# 163641 Nichol
163641 Nichol este un asteroid din centura principală de asteroizi.

## Descriere
163641 Nichol este un asteroid din centura principală de asteroizi. A fost descoperit pe 30 octombrie 2002 la Apache Point Observatory în cadrul programului Sloan Digital Sky Survey. Asteroidul prezintă o orbită caracterizată de o semiaxă mare de 3,01 ua, o excentricitate de 0,10 și o înclinație de 10,3° în raport cu ecliptica.